# Opslagstavle
En opslagstavle er typisk en firkantet tavle, som anvendes til at sætte op meddelelsesnoter og opslag. 
Opslagstavler forekommer både i hjemmet og på mange offentlige pladser - fx i dagligvareforretninger, skoler, foreningslokaler, udendørs - og ikke mindst på kontorer og i arbejdsrum.
En offentlig opslagstavle anvendes til at sprede information og eventuelt annoncer, hvorimod en privat opslagstavle kan indeholde alt fra information og huskesedler til fotografier, stifter, avisudklip og almanaker.
Opslagstavler fremstilles ofte af kork eller filt for at man let skal kunne ombytte opslag. Selve opslaget kan sættes fast med fx stifter, knappenåle, hæfteklammer eller klisterbånd - afhængig af opslagstavlens fremstillingsmateriale. Der findes også digitale opslagstavler på fx offentlige websider som opfylder samme funktion.
En informationstavle kan minde om en opslagstavle, men med forskellen, at den er reserveret til mere permanent information såsom kort, tidstabeller eller turistinformation. Informationstavler er ofte i glas eller i plast og forekommer på diverse offentlige pladser hvor mennesker passerer.